# سفارة ألمانيا في روسيا
سفارة ألمانيا في روسيا هي أرفع تمثيل دبلوماسي لدولة ألمانيا لدى روسيا. تقع السفارة في موسكو وهي تهدف لتعزيز المصالح الألمانية في روسيا.

## وصلات خارجية
- الموقع الرسمي
- قائمة سفارات ألمانيا
- قائمة السفارات في روسيا